# 204P/LINEAR-NEAT
La cometa LINEAR-NEAT 3, formalmente 204P/LINEAR-NEAT, è una cometa periodica appartenente alla famiglia delle comete gioviane. Ha una MOID molto piccola col pianeta Giove che lo porta ad avere transiti ravvicinati con questo pianeta come è avvenuto il 16 aprile 1985 quando i due corpi celesti si avvicinarono fino a poco più di 12 milioni di km.